# Leon Russom
Leon Russom (Little Rock, Arkansas, 6 de dezembro de 1941) é um ator americano.
Russom apareceu em vários programas de televisão, em especial telenovelas. Bones, Jericho, and Cold Case, The Big Lebowski (1998) and True Grit (2010). Ele é conhecido em Prison Break por General Jonathan Krantz o chefe da Companhia.

## História
Ele foi nomeado melhor ator da minissérie Long Road Home em 1991.

## Filmografia

### Filmes
- The Trial of the Catonsville Nine (1972) - David Darst
- Silver Bullet (1985) - Bob Coslaw
- Hotshot (1987) - Coach
- Senza via di scampo (1987) - Kevin O'Brien
- Il salvataggio (1988) - Capitano Miller
- Pazzie di gioventù (1988) - Kyle Larkin
- Dice lui, dice lei (1991) - Harry
- Star Trek VI: Rotta verso l'ignoto (1991) - Comandante supremo Bill
- Le avventure di Huck Finn (1993) - Marito della signora Shanty
- Double Dragon (1994) - Capo della polizia Delario, Padre di Marian
- Goldilocks and the Three Bears (1995) - Joshua Crane
- Le ragioni del cuore (1996) - Drew Hadley
- The Phantom (1996) - Maggiore Krebs
- O Grande Lebowski (1998) - Capo della Polizia di Malibu
- Ascension (2000) - Uomo anziano
- A Visit from the Sergeant Major with Unintended Consequences (2000) - Mr. White
- Men of Honor - L'onore degli uomini (2000) - Decker
- Behind enemy lines - Dietro le linee nemiche (2001) - Ed Burnett
- Buttleman (2002) - Reverendo Buttleman
- The Les Brown Show (2005) - Walter Thomas
- Il Grinta (2010) - Sceriffo
- Fuzz Track City (2010) - Victor Swick

### Televisão
- You Are There (1953) - Dragoon Lieutenant (1 episodio)
- Sentieri (1969) - Peter Wexler #1
- Missione Impossibile (1971) - Sam Evans (1 episodio)
- Love is a Many Splendored Thing (1972-1973) - Joe Taylor
- The Migrants (1974) - (film TV) - Dottore
- Get Christie Love! (1974) - Keppler (1 episodio)
- Judgment: The Court Martial of Lieutenant William Calley (1975) - (film TV)
- Kojak (1975) - Gallin (1 episodio)
- Destini (1976-1980) - Willis Frame #2
- La valle dei pini (1983) - Jack Darling
- Codice Mistero (1986) - Buzz Caldwell (1 episodio)
- Spenser: For Hire (1986) - Brad Stiles (1 episodio)
- Down Delaware Road (1988) - (film TV) - Peter Dirkson
- Hostage (1988) - (film TV) - Grady
- TV 101 (1988-1989) - Principale Edward Steadman (13 episodi)
- Benvenuto sulla terra (1989) - Merrick (1 episodio)
- Project: Tin Men (1990) - (film TV) - Forrest
- 21 Jump Street (1990) (1 episodio)
- Tagget (1991) - (film TV) - Psichiatra
- Long Road Home (1991) - (film TV) - Titus Wardlow
- Due come noi (1991) (1 episodio)
- Volo 232 - Atterraggio di emergenza (1992) - (film TV) - Bob Hamilton
- A Private Matter (1992) - (film TV) - Steve Morris
- Matlock (1992-1993) - Doug Levitt /Frank DeLong (3 episodi)
- The Disappearance of Nora (1993) - (film TV) - Maxwell
- Law & Order - I due volti della giustizia (1993) - Gordon Bryce (1 episodio)
- X-Files (1993 e 2000) - Detective Miles (2 episodi)
- Avvocati a Los Angeles (1993) - Matthew Wilton (1 episodio)
- Space Rangers (1994) - Accusatore Murdoch (1 episodio)
- Star Trek: Deep Space Nine (1995) - Ammiraglio Toddman (1 episodio)
- La signora in giallo (1995) - Lane Henderson (1 episodio)
- NYPD Blue (1995 e 2004) - Larry Praegitzer/William Crawford (2 episodi)
- Seinfeld (1995) - Clayton (1 episodio)
- Innocent Victims (1996) - (film TV)
- Un filo nel passato (1996) - Dottor Seymour (1 episodio)
- The Lazarus Man (1996) (1 episodio)
- Il cliente (1996) - John Payne (1 episodio)
- Dark Skies - Oscure presenze (1996) - Ammiraglio Roscoe Hillenkoetter (1 episodio)
- Sentinel (1996) - Mike Hurley (1 episodio)
- Jarod il camaleonte (1997) - Capitano Paul Nagel (1 episodio)
- JAG - Avvocati in divisa (1997 e 2002) - Capitano Gayle Osbourne (3 episodi)
- I magnifici sette (1998) - Maxwell (1 episodio)
- A Wing and a Prayer (1998) - (film TV) - Vernon Spencer
- Nash Bridges (1999) - William Wheaton (1 episodio)
- Strange World (1999) - Lloyd Pennock (1 episodio)
- Profiler - Intuizioni mortali (1999) - Carl Jenks (1 episodio)
- Witness Protection (1999) - (film TV) - Reedy
- Un detective in corsia (1999) - Claude Campbell (1 episodio)
- The Practice - Professione avvocati (2000) - Brian Kerns (2 episodi)
- Crossing Jordan (2001) - Earl Lewis (1 episodio)
- In tribunale con Lynn (2002) - Dottor Anthony Corliss (1 episodio)
- West Wing (2002) - Network News President (1 episodio)
- John Doe (2002) - Lorne Barker (1 episodio)
- Dragnet (2003) - James McFarlane (1 episodio)
- Becker  (2003) - serie TV - ep. 20 stag. 5 Signore e Signora Concezione - Fire Marshal
- 10-8: Officers on Duty (2004) - Ivan Dennison (1 episodio)
- NCIS (2004) - Mr. Donaldson (1 episodio)
- Threat Matrix (2004) - Ray Miller (1 episodio)
- Alias (2005) - James Lehman (1 episodio)
- Jericho (2006) - Sceriffo (1 episodio)
- Cold Case (2006) - Owen Murphy (1 episodio)
- Smith (2006-2007) - Mr. Collins (2 episodi)
- Prison Break (2006-2009) - Generale Jonathan Krantz (30 episodi)
- Boston Legal (2007) - Colonnello George Hegarty (1 episodio)
- Bones (2007) - Arcivescovo Stephen Wallace (1 episodio)
- Prison Break (2009) - Generale Jonathan Krantz (2 episodio)
- Chase (2010) (1 episodio)